# Lithurginae
Lithurginae is een onderfamilie van vliesvleugelige insecten uit de familie Megachilidae.